# Конституційна монархія
Конституційна монархія — монархія, при якій влада монарха обмежена так, що в деяких, або у всіх сферах державної влади вона не володіє верховними повноваженнями. Правові обмеження на владу монарха можуть бути закріплені у вищих законах, таких, як конституція або статути, або в прецедентних рішеннях, винесених верховними судовими інстанціями. Суттєвою ознакою конституційної монархії є те, що статус монарха обмежений не лише формально-юридично, а й фактично.
Термін «конституційна монархія» може позначати систему, в якій монарх виступає як безпартійний політичний глава держави відповідно до Конституції, незалежно від того чи є вона писаною, чи неписаною. Хоча монарх може володіти формальними «зарезервованими» повноваженнями і влада в країні здійснюється від імені монарха, вони не включають визначення державної політики чи призначення політичних лідерів.
Політолог Вернон Богданор, перефразовуючи Томаса Маколея, визначив конституційного монарха, як «суверена, який царює, але не управляє». На додаток до своєї ролі як символу національної єдності конституційний монарх може мати формальні повноваження, такі як розпуск парламенту або надання королівської санкції законодавству. Проте, здійснення таких повноважень, як правило, має формальний характер, а не є можливістю для правителя проявляти власні політичні вподобання. Британський політичний теоретик Вольтер Багехот в The English Constitution визначив три основні політичні права, які конституційний монарх може вільно використовувати: право на одержання консультації, право радити, і право попередити. Однак, деякі конституційні монархи зберігають значну владу та вплив і відіграють важливу політичну роль.
Велика Британія та п'ятнадцять її колишніх колоній є конституційними монархіями з Вестмінстерською системою правління. Три держави — Малайзія, Камбоджа і Святий Престол — стали виборними монархіями, де правитель періодично вибирався невеликою аристократичною колегією вибірників. Найнедавнішою країною, яка зробила перехід від абсолютної монархії, до конституційної є Бутан, у 2007—2008 роках.

## Історія терміна
Як було задумано спочатку, конституційний монарх був главою виконавчої влади і досить впливовою особою, хоча його або її влада обмежувалася конституцією і обраним парламентом. Деякі з творців Конституції США передбачали президента як обраного конституційного монарха, як потім стало зрозуміло, враховуючи ідею Монтеск'є про поділ влади.
Сучасна концепція парламентської монархії розвинулася у Великій Британії, де демократично обраний парламент і прем'єр-міністр здійснюють владу, а монарх поступається владою і залишається на титулованій посаді. У багатьох випадках монархам, все ще будучи на вершині політичної та соціальної ієрархії, надавали статус «слуг народу» для відображення нової, егалітарної посади. В ході Липневої монархії, Луї-Філіпа I називали «Королем французів» радше ніж «Королем Франції».
Після об'єднання Німеччини Отто фон Бісмарк відкинув британську модель. В конституційній монархії створеній в рамках Конституції Німецької імперії, ініціатором розробки якої був Бісмарк, імператор зберігав значну фактичну виконавчу владу, в той час як Рейхсканцлер не потребував парламентського вотуму довіри і правив одноосібно за розпорядженням імператора. Однак ця модель конституційної монархії була дискредитована і скасована після поразки Німеччини в Першій світовій війні. Пізніше, фашистська Італія також може розглядатися як «конституційна монархія» в своєму роді, оскільки в ній був король, який був формальним головою держави, в той час як фактична влада, відповідно до конституції, належала Беніто Муссоліні. Це в кінцевому результаті дискредитувало італійську монархію і призвело до її скасування в 1946 році. Після Другої світової війни, майже всі уцілілі монархії Європи, без винятку, прийняли конституційну (парламентську) монархію, початково розроблену у Великій Британії.
На сьогоднішній день парламентська демократія, що є обмеженою монархією, відрізняється від згаданої монархії лише в деталях радше, ніж в суті. В обох випадках, формальний глава держави — монарх чи президент — служать в традиційній ролі, втілюючи і представляючи народ, в той час як управління здійснюється кабінетом міністрів, який переважно складається з членів парламенту.

## Особливості Британської конституційної монархії
Тим не менш, виділяють три важливі фактори, які відрізняють такі монархії, як Велика Британія, від систем, де більшу владу може здійснювати парламент. Такими факторами є:
1. королівська прерогатива, згідно з якою монарх може здійснювати владу тільки за певних обмежених обставин;
2. суверенний імунітет, відповідно до якого суверенна держава не підпорядковується органам влади інших держав. Цей принцип поширюється як на законодавчу й виконавчу, так і на судову юрисдикції чужоземної держави;
3. значний духовний вплив, при якому виконавчі, судові органи, поліція і збройні сили є вірними Короні.

## Типологія
Конституційні монархії поділяються на два види: дуалістичні та парламентарні. І в тих, і в інших, монарх ділить владу з парламентом, але в той час як у перших за ним залишається вся виконавча влада, у других вона здійснюється урядом, відповідальним перед парламентом.
У дуалістичній монархії  звичайним юридичним способом обмеження влади монарха є постанова, що ніяке його повеління не має сили, поки воно не підтверджено відповідним міністром. При цьому міністри відповідальні лише перед самим монархом, і ним же призначаються або зміщуються. У таких державах обов'язок монарха підкорятися парламенту в законодавчій сфері забезпечується правом парламенту ветувати бюджет.
У парламентарній монархії уряд утворюється більшістю в парламенті та відповідальний перед ним (див. Парламентаризм). Незважаючи на те, що призначення номінованих парламентом міністрів формально виконується монархом, зняття міністрів з посади може ініціюватися парламентським вотумом недовіри. У державах цього типу у монарха залишилося дуже мало реальної влади, і він грає переважно представницьку або церемоніальну роль. Ніяке його бажання, навіть таке приватне, як щодо помилування злочинця, фактично не може бути виконане, якщо воно викликає невдоволення парламенту. Іноді парламенти навіть обмежують свободу монархів в їхніх приватних справах. Разом з тим, було б неправильно сказати, що в таких державах активна роль монарха зведена до нуля. Юридично за монархом часто зберігають функції, важливі в області іноземної політики, а також в моменти криз і конфліктів у сфері внутрішньої політики: остаточне затвердження законів, призначення та зміщення чиновників, оголошення війни, укладення миру, — проте він може виконувати все це лише в згоді з волею народу, яка виражається парламентом. Монарх «царює, але не управляє»; він представляє свою державу, є його символом.

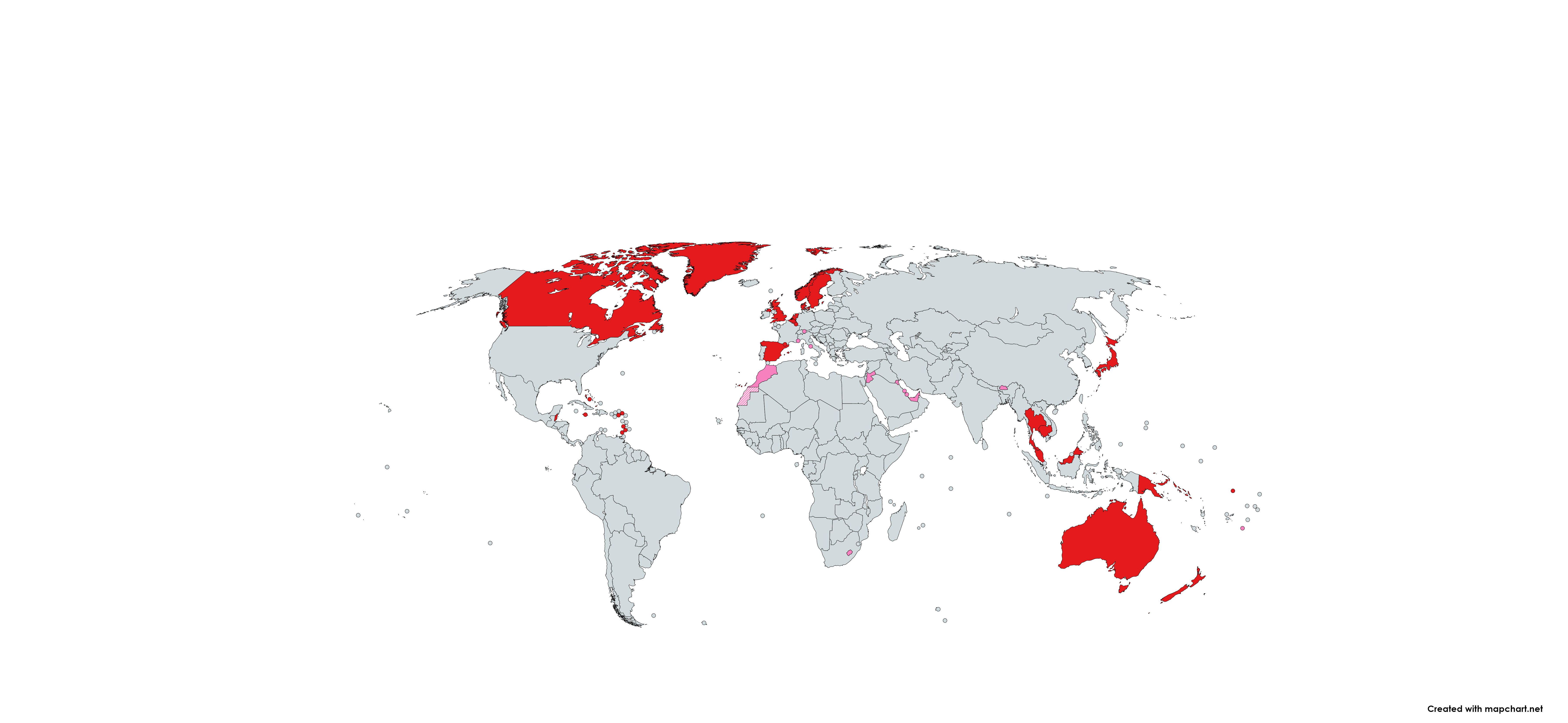
Парламентські монархії відмічені червоним, рожевим — інші конституційні монархії

Приклади дуалістичної монархії: Кувейт, ОАЕ, Люксембург, Ліхтенштейн, Монако, Йорданія, Марокко.
Парламентарні монархії: Велика Британія, Нідерланди, Бельгія, Данія, Норвегія, Швеція, Іспанія, Андорра, Японія, Камбоджа, Таїланд, Бутан, Лесото, Канада, Австралія, Нова Зеландія, Папуа — Нова Гвінея, Тонга, Соломонові Острови, Гренада, Ямайка, Сент-Вінсент і Гренадини, Сент-Кіттс і Невіс, Сент-Люсія.
Сьогодні трохи більше, ніж чверть парламентських монархій є західноєвропейськими країнами, зокрема, це Велика Британія, Нідерланди, Бельгія, Норвегія, Данія, Іспанія, Люксембург, Монако, Ліхтенштейн і Швеція. Тим не менш, дві найбільш густонаселені парламентські монархії в світі знаходяться в Азії: Японія та Таїланд. В цих країнах прем'єр-міністр утримує поточну владу, в той час як король або королева (або інший монарх, такий як Великий герцог в Люксембурзі, або принц у випадку Монако та Ліхтенштейну) здійснює залишкові (але не завжди несуттєві) повноваження. Повноваження монархів відрізняються в залежності від країни. Наприклад, в Данії і Бельгії монарх офіційно призначає представника для того, щоб керувати створенням коаліційного уряду слідом за парламентськими виборами, в той час як в Норвегії король є головою позачергових засідань кабінету міністрів.
Майже у всіх випадках монарх є, як і раніше, умовним главою виконавчої влади, але пов'язаний конституційною угодою, згідно з якою він діє за рекомендацією кабінету міністрів. Лише деякі монархії (особливо Японія і Швеція) внесли поправки в свої конституції для того, щоб монарх більше не був номінальним главою виконавчої влади.

### Конституційні монархії
| Австралія         | Гренада        | Люксембург               | Сент-Кіттс і Невіс |
| Андорра           | Данія          | Малайзія                 | Сент-Люсія         |
| Антигуа і Барбуда | Іспанія        | Марокко                  | Соломонові Острови |
| Багамські Острови | Йорданія       | Монако                   | Таїланд (де-юре)   |
| Бахрейн           | Камбоджа       | Нідерланди               | Тонга              |
| Беліз             | Канада         | Нова Зеландія            | Тувалу             |
| Бельгія           | Катар (де-юре) | Норвегія                 | Швеція             |
| Бутан             | Кувейт         | ОАЕ (де-юре)             | Ямайка             |
| Велика Британія   | Лесото         | Папуа Нова Гвінея        | Японія             |
|                   | Ліхтенштейн    | Сент-Вінсент і Гренадини |                    |

#### Конституційні монархії Британської співдружності
Під керівництвом короля Карла III є 16 монархій, які також відомі як Королівства Співдружності . На відміну від деяких континентальних європейських аналогів, монарх і її губернатори в Королівствах Співдружності володіють значними «запасними» або «прерогативними» повноваженнями в разі крайньої необхідності або конституційної кризи, як правило, для підтримки парламентського управління. Приклад генерал-губернатора, який здійснює таку владу трапився під час конституційної кризи в Австралії в 1975 році, коли Прем'єр-міністр Австралії, Гоф Вітлем, був звільнений з посади Генерал-губернатором. Сенат Австралії пригрозив заблокувати бюджет уряду, відмовившись приймати відповідні законопроєкти про виділення коштів. 11 листопада 1975 року Г. Вітлем мав намір назначити вибори половини Сенату в спробі знайти вихід із глухого кута. Коли він попросив схвалення Генерал-губернатором виборів, Генерал-губернатор замість цього звільнив його з посади Прем'єр-міністра, і невдовзі після цього призначив лідера опозиції Малколма Фрейзера на його місце. Діючи швидко, перш, ніж всім парламентаріям стане відомо про зміну влади, М. Фрейзер і його союзники забезпечили проходження законопроєкту про асигнування коштів, а Генерал-губернатор розпустив Парламент. М. Фрейзер і його уряд були повернуті в значній більшості. Це призвело до багатьох спекуляцій серед прихильників Г. Вітлема щодо того, чи застосування цих резервних повноважень Генерал-губернатором було закономірним, і чи слід Австралії стати республікою.

#### Конституційна монархія Таїланду
У Таїландській парламентській монархії монарх є не тільки головою держави і верховним головнокомандувачем, але й покровителем, захисником усіх релігій. Король Пхуміпон Адульядет був найдовше правлячим монархом у світі та у всій історії Таїланду. Пхуміпон царював протягом декількох політичних змін в уряді Таїланду. Він зіграв впливову роль в кожному інциденті, часто виступаючи в ролі посередника в спорах між політичними опонентами. Заборона образи (зневаги) монарха є серед повноважень, які залишилися за монархом відповідно до конституції і захищає образ монарха та дозволяє йому відігравати роль в політиці. Вона несе в собі строгі кримінальні покарання щодо порушників. В основному, тайський народ шанобливо ставиться до свого короля. Велика частина його соціального впливу виникає в результаті цієї поваги та зусиль із соціально-економічного поліпшення, вжитих королівською сім'єю.

#### Дискусії з приводу конституційних монархій
І у Великій Британії, і в інших країнах, часті дебати зосереджені на тому, коли монарху доречно використовувати її або його політичні повноваження. Політична суперечка може виникнути, коли монарх робить дію, частково тому, що нейтралітет корони може бути поставлений під загрозу на користь партизанської мети, тоді як деякі політологи відстоюють ідею «інтервенціоністського монарха» як перевірки щодо можливої незаконної дії політиків. На даний час існує 44 монархії і більшість з них є парламентськими монархіями.